# 东北石油大学
东北石油大学原名东北石油学院、大庆石油学院，是伴随大庆油田发展起来的一所全国重点高等院校，是大庆石油会战的重要成果之一，是一所以工学为主，工、理、管、文、经、法、教育、艺术多学科协调发展的高校，1978年，学校被列为首批88所全国重点大学之一。学校是黑龙江省与中国石油天然气集团公司、中国石油化工集团公司、中国海洋石油总公司共建高校，是黑龙江省重点建设的高水平大学。

## 历史
- 1960年石油工业部决定在黑龙江省安达市建立一所石油院校，1960年5月，成立安达石油学院筹建处，隶属石油工业部，从清华大学和北京石油学院抽调部分教师组建学院，1961年3月正式定名为东北石油学院，隶属于石油工业部，并将原黑龙江石油专科学校并入东北石油学院，1961年9月，学校正式开学，将9月7日定为校庆日。
- 1975年7月更名为大庆石油学院，1978年2月，大庆石油学院被教育部确定为全国88所重点院校之一。
- 1985年，成立大庆石油学院秦皇岛校区。
- 2000年2月，根据《国务院办公厅转发教育部等部门关于调整国务院部门(单位)所属学校管理体制和布局结构实施意见的通知》文件，大庆石油学院划转为国家与黑龙江省共建，以黑龙江省管理为主的高等院校。2000年6月，经黑龙江省政府批准，大庆石油学院迁往大庆市，2002年10月，大庆石油学院整体搬迁到大庆市高新开发区。
- 2005年7月，大庆市人民政府和大庆石油学院正式签定协议，大庆艺术学校并入大庆石油学院。
- 2010年4月1日，教育部正式同意将大庆石油学院更名为东北石油大学。[2]

## 教学科研机构

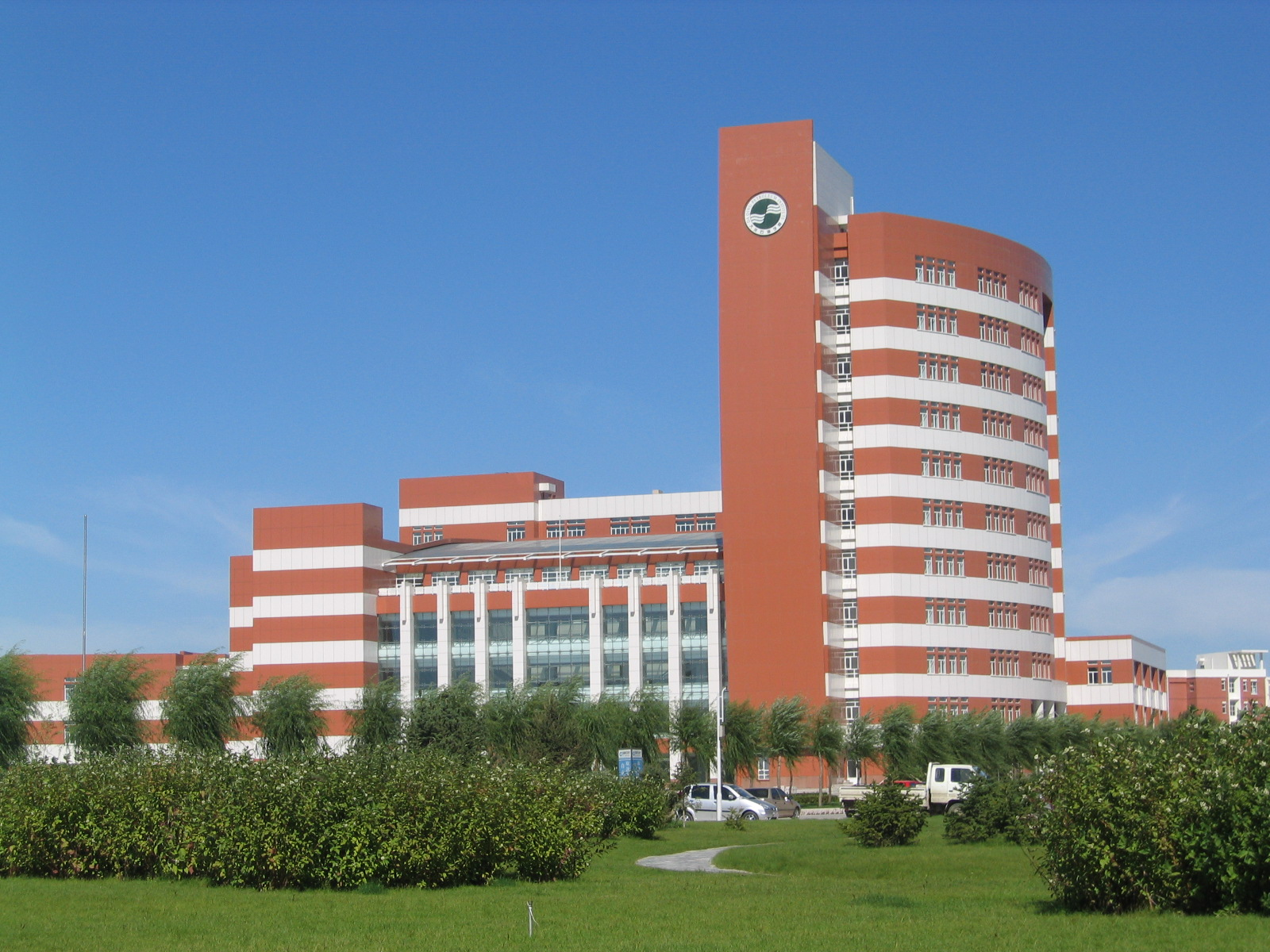
东北石油大学图书馆

学校设有18个二级教学院系(部)，设有高等职业技术学院和继续教育学院，开办61个本科专业；有4个博士后流动站，1个博士后科研工作站，3个博士学位授权一级学科，18个硕士学位授权一级学科，19个博士学位点、89个硕士学位点；具有工商管理（MBA）、社会工作、工程领域3个类别硕士专业学位授予权，其中工程领域类别拥有15个硕士专业学位授权点；有1个国家级一级重点学科，3个国家二级重点学科，8个国家级特色专业建设点，19个省级重点（特色）专业，1个省级重点学科群，6个省级一级重点学科，26个省级二级重点学科，学校现有教职工2519人，其中教授330人，副教授650人，具有博士学位教师404人，具有硕士学位教师841人，博士生导师95人。学校有中国科学院院士1人，中国工程院院士3人；国务院学位委员会学科评议组成员1人，教育部高等学校指导委员会委员6人，享受国务院政府特殊津贴专家26人；国家"百千万人才工程"入选者3人，中组部首批“青年拔尖人才支持计划”入选者1人，“国家优秀青年基金“获得者1人，”何梁何利科技进步奖“获得者1人，“龙江学者”17人，省级优秀专家2人，黑龙江省学科带头人、后备带头人25人；学校有全国模范教师、全国优秀教师，黑龙江省教学名师，黑龙江省模范教师，黑龙江省优秀教师18人。

## 校园和图书馆
学校占地150.3万平方米，教学行政用房面积60万平方米。室内外体育场面积15.7万平方米。万兆级校园网与教学区、办公区及师生生活区的所有主要建筑物相连。教学科研仪器总值超过2亿元。有单体建筑面积为4.5万平方米的现代化图书馆，馆藏图书222万册，有数据资源19种。学校建有国家级大学科技园，同时已建成省部级以上重点实验室16个，其中省部共建国家重点实验室培育基地一个，国家工程研究室一个，教育部重点实验室一个，部级重点实验室9个，省级重点实验室4个，省级哲学社会科学研究基地一个，省部级工程技术研究中心6个，省高校重点实验室6个，省高校人文社科基地2个。有本科教学实验中心（室）42个;有省级双基条件合格实验室6个，国家级实验教学示范中心1个，国家级虚拟仿真实验教学中心1个，省级实验教学示范中心6个，有校内外实习基地122个，其中国家级大学生校外实验教育基地2个，省级大学生校外实验教育基地3个。学校图书馆藏书210万册，中外文期刊3300余种，并与国家数字图书馆联网。建筑面积45000平方米的图书馆，斥资1.8个亿，馆内现代化设施齐全。

## 科研成就
科研方面，在三次采油、新能源研究等研究领域形成了相对稳定的研究方向。近三年，共承担科研课题1728项，其中，国家自然科学基金、973、863计划等国家级项目113项，科研经费达6.88亿元。164项科研成果获得各级科技奖励，累计获得国家科技进步奖、省部级奖58项。在国内外学术期刊上发表学术论文共4162篇，被SCI、EI、ISTP三大检索系统收录论文共758篇。

## 国际交流
在国际合作方面，学校先后与加拿大、美国、日本、澳大利亚、俄罗斯、英国、韩国等20多个国家的许多知名大学建立了校际关系，并签署了学术交流协议。聘请外籍专家、教师70多人次来校任教。学校与美国密蘇里科技大學、俄罗斯库班国立技术学院签署了联合办学协议。2002年，学校还招收了首批留学生。

## 历任校长
- 焦力人（兼）(1961—1962)
- 李宝柱 (1970—1971)
- 李荆和 (1972—1975)
- 冯兆麟 （1976—1980）
- 陶景明 (1980—1989)
- 李云鹏 (1989.10.29—1994.11.03)
- 郑广汉 (1994.11.03—2002.07.05)
- 刘扬 (2002.7—2017.3)
- 蒋明虎（2017.3—2022.9）
- 董宏丽（2023.4—）[3]

## 校训
艰苦创业，严谨治学

## 参看
- 中国大陆高等学校列表